# 6478 Gault

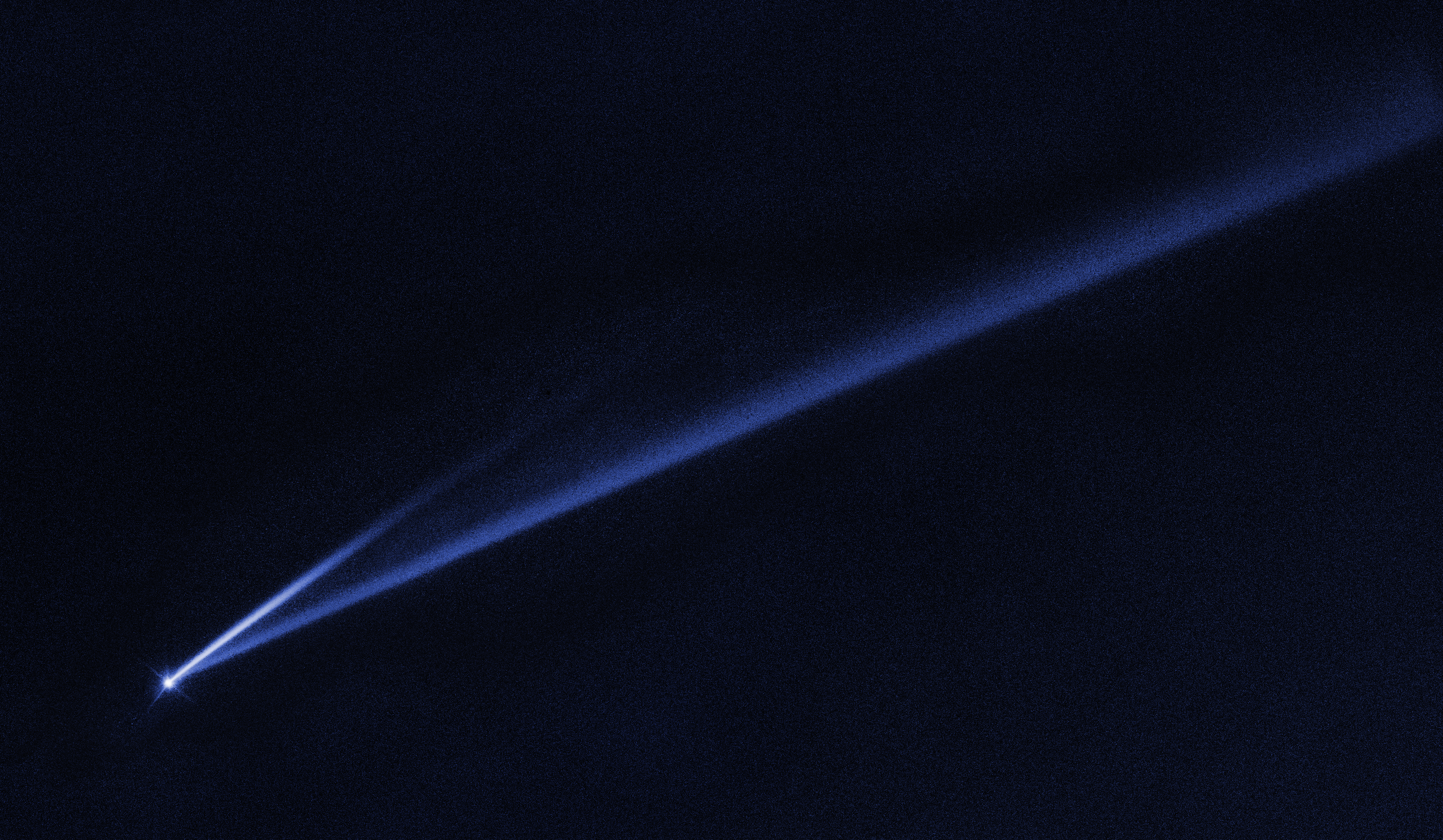
6478 Gault

6478 Gault eller 1988 JC1 är en asteroid i huvudbältet som upptäcktes den 12 maj 1988 av det amerikanska astronom paret Eugene M. och Carolyn S. Shoemaker vid Palomar-observatoriet. Den är uppkallad efter amerikanen Donald Gault.
Den tillhör asteroidgruppen Phocaea.